# Matthäus-Passion (J.S. Bach)

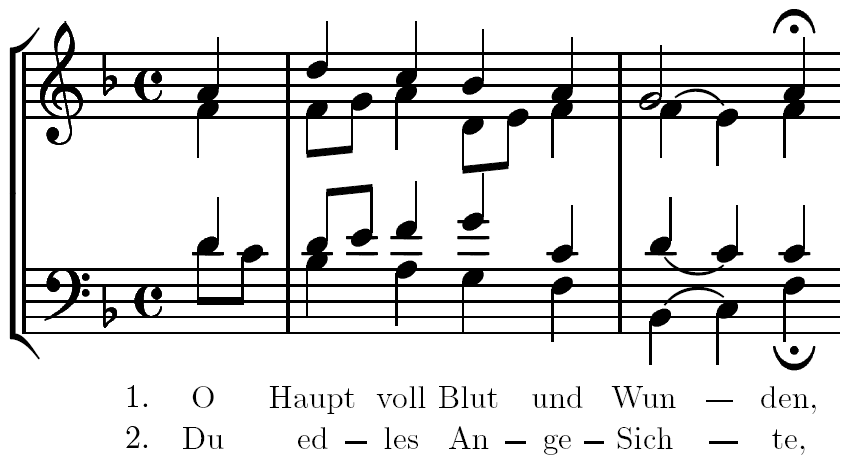
De opening van een typisch koraal

De Matthäus-Passion of Matteüspassie (BWV 244) is een oratorium gecomponeerd door Johann Sebastian Bach. Het is een van zijn bekendste composities en een van zijn langste. De Matthäus-Passion vertelt het lijdens- en sterfverhaal van Jezus als in het Evangelie volgens Matteüs. Het verhaal wordt verteld door middel van recitatieven en turbakoren en wordt geregeld onderbroken door commentaren in de vorm van aria's (soms voorafgegaan door een arioso) en koralen.

## Datering
Vroeger werd gedacht dat Bach de Matthäus-Passion componeerde in 1728 en dat het stuk voor het eerst werd uitgevoerd in de Thomaskirche in Leipzig op 15 april 1729, Goede Vrijdag. Tegenwoordig wordt aangenomen dat de eerste uitvoering op 11 april 1727 (tijdens de vesper-dienst op Goede Vrijdag) plaatsvond. Mogelijk is de verwarring ontstaan doordat Bach in 1728 enkele (kleine) wijzigingen heeft aangebracht in de compositie. In 1736 en 1742 paste Bach de partituur wederom aan. In 1736 verving Bach het eenvoudige koraal Jesum lass ich nicht von mir BWV 244b door de indrukwekkende koraalzetting O Mensch bewein deine Sünde groß, dat aanvankelijk het openingskoor van de Johannes-Passion was. De sopraanmelodie hiervan is gebaseerd op het Geneefse psalter, psalm 68. Tegenwoordig wordt de versie van 1736 als de finale versie beschouwd.

## Mendelssohn
Na het overlijden van Bach in 1750 werd zijn muziek niet meer als eigentijds beschouwd en raakte de Mattheüs-Passion in de vergetelheid. Het was Felix Mendelssohn Bartholdy die de compositie pas in 1829 een hernieuwd leven inblies.
In de bibliotheek van prinses Anna Amalia van Pruisen bevonden zich een of twee kopieën van de passie. De dirigent van de Berliner Singakademie, Carl Friedrich Zelter, had toegang tot deze bibliotheek. Hij haalde hieruit regelmatig muziekstukken en ontdekte de partituur. Een door Eduard Rietz handgeschreven kopie kreeg Mendelssohn met Kerstmis 1823 of op zijn 15e verjaardag in 1824 cadeau van zijn grootmoeder Bella Salomon. Zelter durfde een uitvoering niet aan, Mendelssohn wel, en op 11 maart 1829 ging de Mattheüs-Passion in reprise met als concertmeester Eduard Rietz. Op Palmzondag 1841 nam Mendelssohn in Leipzig, waar Bach zelf zijn eerste uitvoering van de passie had gegeven, de leiding van de uitvoering op zich.
Mendelssohn maakte van Bachs passie geen rechtstreekse kopie, maar bracht coupures aan, waarschijnlijk op religieuze gronden om de vertelling vlotter te laten verlopen, waarbij de impact op de toehoorders groter werd. Hij liet veel recitatieven begeleiden door twee celli in plaats van klavier met basso continuo. Jan Willem de Vriend maakte in 2014 een cd-opname van Mendelssohns versie uit 1841.

## Structuur

### Uitvoering
Het oratorium BWV 244 bestaat uit twee delen: het eerste deel eindigt met de arrestatie van Jezus, omvat 35 delen volgens de Bach Werke Verzeichnis (BWV) en 29 delen volgens de Neue Bach Ausgabe (NBA). Het tweede deel sluit af met de dood van Jezus, inclusief de verzegeling van het graf en omvat respectievelijk 43 en 39 delen.

### Muzikale samenstelling
De muzikale bewegingen zijn genummerd volgens ‘Bach Werke Verzeichnis’ BWV en ‘Neue Bach Ausgabe’ NBA. De lijst van BWV bevat 78 delen, de lijst van NBA bevat 68 delen.
De lijst met BWV en NBA nummering, inclusief het incipit, is beschikbaar op Free Choral Music.

## Stijl van de compositie

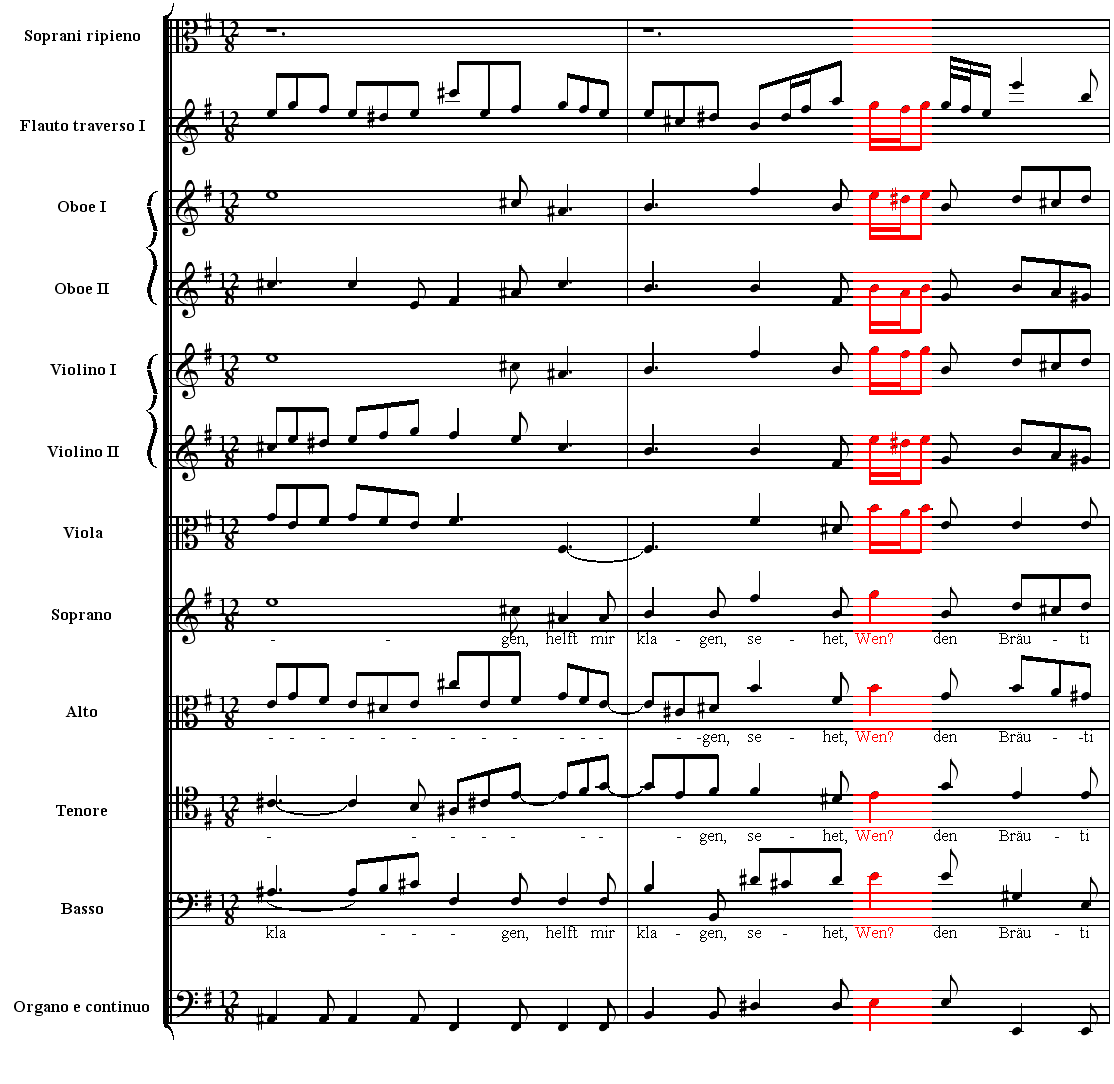
Twee maten uit het openingsdeel. Het rode deel wordt door het andere orkest en het andere koor uitgevoerd.

De Matthäus-Passion is geschreven voor twee koren (groepen zangers en instrumentalisten). Elk koor bevat vier zangstemmen, instrumenten en wordt begeleid door een eigen continuogroep. Tegenwoordig is het overigens gebruikelijk om slechts met één groep solisten en met één continuogroep te spelen.
De passie sluit aan bij de werkwijze die Bach ook in een groot aantal cantates toepaste. Er zijn een aantal hoofdelementen:
- Recitatieven: het voornaamste is de verhaallijn volgens het evangelie van Matteüs, gezongen door de tenor. Personen die sprekend worden opgevoerd in de vertelling krijgen een eigen stem. Daarnaast worden ook de aria's ingeleid door recitatieven. Hiervan zijn twee soorten: het recitativo secco (summier begeleid met lange liggende akkoorden), en het recitativo accompagnato (een recitatief waarin de begeleiding een meer polyfoon karakter heeft)
- Koralen (die de tekst en melodie volgen van enkele bekende koralen)
- Aria's (persoonlijk reacties op het gebeuren in dichtvorm, meest in A-B-A-vorm (da capo of dal segno)
- Koorgedeeltes (doorgaans commentaren vanuit de menigte op de gebeurtenissen)

De beide zangkoren vervullen op een aantal momenten in de Matthäus-Passion verschillende rollen. Op zes plaatsen vindt een dialoog plaats tussen gelovigen en de ooggetuigen. Koor I "speelt" hierin de rol van de 'Dochters van Zion', een personificatie van tijdgenoten van Jezus en dus ooggetuigen van het verhaal. Koor II staat voor de 'gelovigen' waar en wanneer ook ter wereld. Op andere plaatsen in de Matthäus-Passion staat koor I voor het hogere, goddelijke en koor II voor het lagere, wereldlijke. Op weer andere plaatsen vormen beide koren samen één groot koor. In de afbeelding hiernaast is met kleur aangegeven welk koor welk deel moet zingen en spelen.
De Matthäus-Passion heeft een heldere opbouw. Na het groots opgezette openingskoor vertelt de Evangelist het lijdens- en sterfverhaal van Jezus met minimale muzikale begeleiding. Deze vertellijn wordt onderbroken door recitatieven (arioso's), aria's en koralen, om een individuele of collectieve reflectie op het verhaal te geven. De Matthäus-Passion eindigt bij de dood en graflegging van Jezus met het slotkoor Wir setzen uns mit Tränen nieder.

## Koor- en orkestbezetting
De Matthäus-Passion wordt doorgaans uitgevoerd in de volgende bezetting:
Solisten
- Evangelist (tenor) - zingt de letterlijke tekst van het Evangelie
- Jezus (bas)
- Judas (bas)
- Petrus (bas)
- Hogepriester (bas)
- Pilatus (bas)
- eerste en tweede maagd (sopraan)
- eerste en tweede priester (bas)
- Vrouw van Pilatus (sopraan)
- Twee getuigen (alt en tenor)
- Vier solisten voor de commentariërende recitatieven (ariosi) en aria's (sopraan, alt, tenor, bas)

Koor 1:
- Sopraan
- Alt
- Tenor
- Bas

Koor 2:
- Sopraan
- Alt
- Tenor
- Bas

Orkest 1:
- Viool 1
- Viool 2
- Altviool
- Hobo 1 (+ oboe d'amore & oboe da Caccia)
- Hobo 2 (+ oboe d'amore & oboe da Caccia)
- Traverso 1 (+ blokfluit)
- Traverso 2 (+ blokfluit)
- Viola da gamba
- Continuo (Violoncello, Contrabas/Violone, Fagot, Orgel en Klavecimbel)

Orkest 2:
- Viool 1
- Viool 2
- Altviool
- Hobo 1 (+ oboe d'amore)
- Hobo 2 (+ oboe d'amore)
- Traverso 1
- Traverso 2
- Viola da gamba
- Continuo (Violoncello, Contrabas/Violone, Fagot, Orgel en Klavecimbel

Naast de solozang komen soms ook groepen mensen voor, zoals de discipelen, een menigte van het volk, een groep soldaten of priesters. Deze worden door de twee koren gezongen.
In het openingskoor is tevens een koraalmelodie O Lamm Gottes, unschuldig (...) voor een jongenskoor (soprano di ripieno) verwerkt. Dat jongenskoor zingt meestal ook, samen met de sopranen van het dubbelkoor aan het einde van het eerste deel, de koraalmelodie O Mensch, bewein dein Sünde gross (...). Daarnaast zingt het jongenskoor in sommige uitvoeringen mee met enkele koralen van het eerste deel. Bij sommige uitvoeringen zingt een gemengd jeugdkoor deze partijen in plaats van een jongenskoor.

## Tekst van de Matthäus-Passion
De recitatieven komen uit hoofdstuk 26 en 27 van het Evangelie volgens Matteüs. De teksten van de aria's en arioso's zijn geleverd door Bachs vaste tekstschrijver Picander. De koralen zijn gebaseerd op bestaande kerkliederen voor de lijdenstijd. Zo zijn verschillende coupletten uit O Haupt voll Blut und Wunden en Befiehl du deine Wege van Paul Gerhardt opgenomen.

### Nederlandstalige Matthäus
In 1948 kwam er een Nederlandstalige versie van de Matthäus-Passion geschreven door dichter Jan Engelman waaraan relatief weinig aandacht werd besteed. In 2006 was er opnieuw een Nederlandstalige versie. Deze werd door Jan Rot vrij hertaald. Rot werkte hier vijf jaar aan. De passie werd uitgevoerd door het Residentie Orkest, het Residentie Bachkoor en het Haags Matrozenkoor onder leiding van Jos Vermunt, met solisten als Tania Kross en Marcel Beekman. De eerste uitvoering, in de Dr. Anton Philipszaal in Den Haag, was een groot succes en leverde een staande ovatie van twintig minuten op. De eerder opgenomen dubbel cd voor het prestigieuze label DGG stond met Pasen 2006 op 1 in de Mega Album top 100. Het was voor het eerst dat een klassiek werk die plaats behaalde.
In 2008 werd de dichteres Ria Borkent gevraagd door het Christelijk Literair Overleg (CLO) om opnieuw een Nederlandse versie te maken ter ere van hun 15-jarig jubileum. "De hertaling moest artistiek goed zijn, zingbaar, recht doen aan de inhoudelijke boodschap van de oorspronkelijke Matthäus-Passion en zo veel mogelijk in eigentijds Nederlands." Volgens het CLO kwam Borkents hertaling "geheel tegemoet aan deze verwachtingen." De uitvoering werd in handen gelegd van Pieter Jan Leusink en op Goede Vrijdag van 2011 zond de EO het concert uit op de televisie.

## Toonschilderingen
Op talloze teksten in de passie componeert Bach het notenmateriaal zodanig dat de tekst ook in muzikale zin wordt uitgebeeld. Enkele bekende voorbeelden zijn:
- het 'klagen' uit het openingskoor, waarbij steeds op het woord 'klagen' een langere, klagende groep tonen te horen is,
- de uitroepen van 'wohin', die steeds met een kort, vragend, meest stijgend interval worden geïllustreerd,
- de 'slang', waarbij de zangpartij op een lange lettergreep meandert door diverse nabijgelegen tonen,
- het onweer in Sind Blitze, sind Donner in Wolken verschwunden, waarbij heftige illustratieve begeleidingen en staccato gezongen 'Blitze' in dalende drieklanken het natuurgeweld uitbeelden,
- het 'zitten', waarbij een stoeltje in de notenvolgorde wordt uitgebeeld,
- hoge tonen op de tekst 'Gott', waarmee het 'hemelse' karakter van God wordt uitgebeeld,
- de 'kruisiging' en het kruis, wordt in motieven uitgebeeld waarbij de stemmen elkaar in toonhoogte of ritme doorkruisen, of waarbij bijvoorbeeld het woord 'gekreuziget' door de evangelist melismatisch omhoog en omlaag en 'van links naar rechts gaand' gezongen wordt, vaak ook op relatief bittere, dissonante tonen,
- de 'zweepslagen', zijn in het ritme als ostinato te horen,
- het woord 'Missetaten' (misdaden) in het eerste koraal omspant in de baspartij een toonladder van dalende achtsten, die net geen compleet octaaf omspant, waardoor er spanning optreedt tussen de d waarmee het loopje start en de dis waarop in de laagte wordt geëindigd, en gevolgd door een dissonante sprong neerwaarts van een verminderde kwint (e-aïs),
- het koraal 'Mir hat die Welt trüglich gericht't' is geschreven in een vierkwartsmaat, maar de eerste zin is bedrieglijk een driekwartsmaat.
- het 'feest' waarop het verraad niet mag plaatsvinden uit angst voor een 'oproer', wordt in de drukke zestienden geschilderd, enerzijds hoort men de drukte en anderzijds de onrust,
- verwijzingen naar graf, begraven en dood worden zeer dikwijls met dalende en lage tonen geïllustreerd.
- woorden als verdriet, lijden, tranen worden met korte snikkende motieven ("Seufzer") uitgebeeld,
- in de aria Buß und Reu hoort men het hart in tweeën breken door een ritmische variant (een hemiool) binnen de maatsoort, ook worden Tropfen (druppels) uitgebeeld door staccato fluitnootjes in de begeleiding.
- in de aria Blute nur du liebes Herz hoort men de hartslag, maar ook hoort men het bloed druppelen in de begeleiding.

Er zijn in elk deel of elke frase van de passie dergelijke toonschilderingen aan te treffen: om alle voorbeelden op te noemen is welhaast ondoenlijk.

## Symboliek
Bach speelt veel met getallen. Zo is de getalswaarde van de naam BACH gelijk aan 14 (B is de 2e letter van het alfabet, A de 1e, C de 3e en H de 8e, samen is dat 14). Het getal 14 komt in de Matthäus-Passion veelvuldig voor, er zijn bijvoorbeeld 14 koralen, wat dus terugslaat op de naam Bach. Minder bekend is dat 14 maal naar het hart verwezen wordt.
De Matthäus-Passion bestaat in totaal uit 68 muziekstukken. Naast de 14 koralen zijn er 27 passages waarin het evangelie wordt gezongen, en 27 overige stukken. Het getal 27 staat bij Bach voor de drie-eenheid van God (3×3×3).
De 27 stukken evangelietekst bestaan uit in totaal 729 maten, wat het kwadraat is van 27.
In het stuk wordt door het koor: "Herr, bin ich's?" gezongen. Dit is in het stuk wanneer Jezus met de 12 apostelen aan het laatste avondmaal deelneemt en aankondigt dat hij door een van hen verraden zal worden. Het woord "Herr" wordt 11 keer gezongen, geen 12 keer: men veronderstelt dat Judas (de verrader) zwijgt.

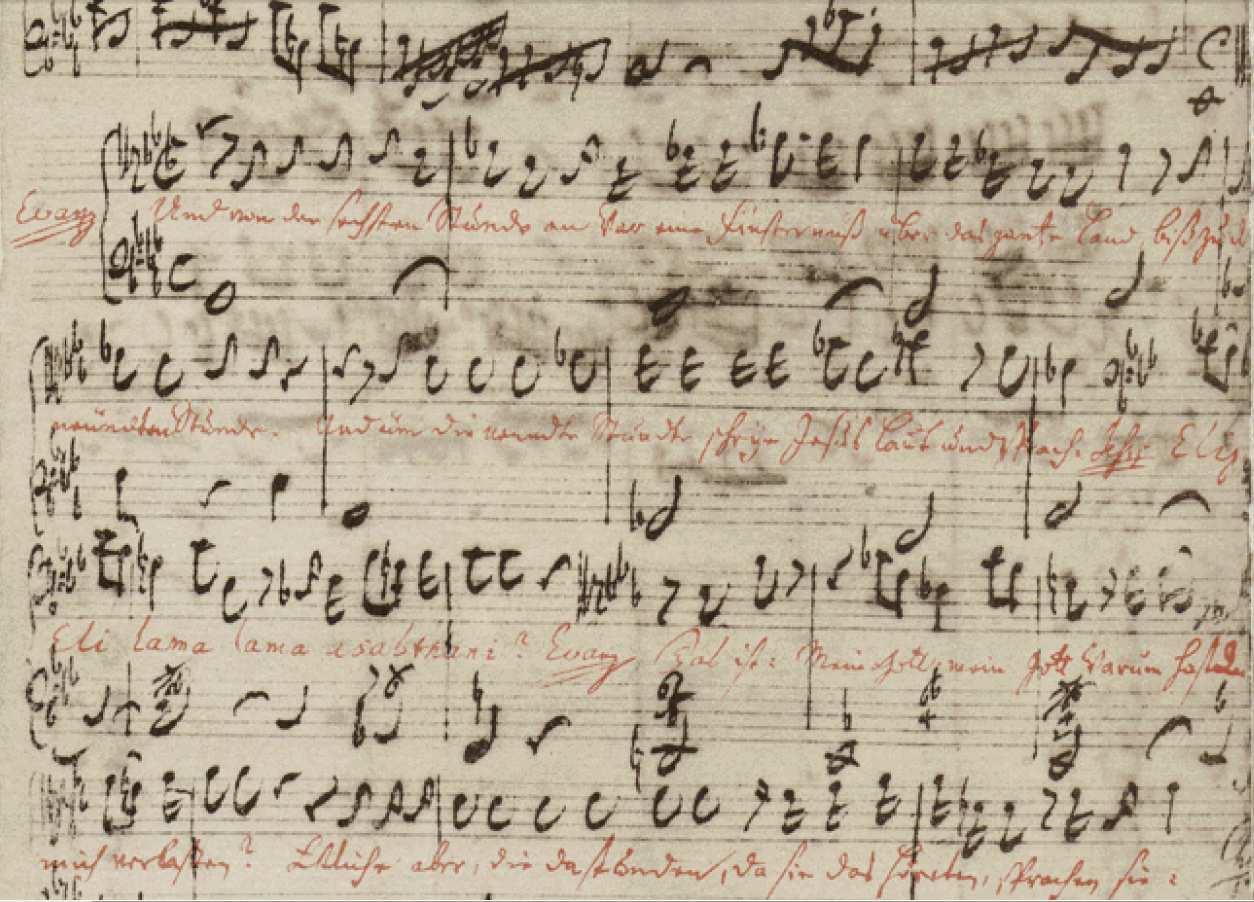
Fragment uit Bachs eigen 'Netschrift' van de Matthäus-Passion, met de tekst: "Eli, lama asabthani"

Een ander duidelijk voorbeeld van symboliek vindt men in de muzikale omlijsting van Jezus: bij alle teksten die Jezus zingt, wordt hij, bij wijze van aureool, begeleid door lieflijke strijkers, behalve bij zijn laatste woorden. Deze beroemde woorden luiden in Bachs Matthäus-Passion 'Eli, eli, lama asabthani', vertaald 'Mijn God, mijn God, waarom hebt Gij Mij verlaten'; de volledige verlatenheid van Jezus wordt hier dus geïllustreerd door de afwezigheid van de strijkers.
De Matthäus-Passion eindigt met een groot septiem als voorhouding. De voorhouding lost normaal op. Dit symboliseert de opstanding van Christus.
Maar de symboliek komt ook op een minder subtiele wijze terug. De begeleiding van de Christuspartij in de recitatieven bijvoorbeeld gebeurt met een basso continuo. In totaal speelt deze basbegeleiding 365 noten, het aantal dagen in het jaar. Bach geeft hiermee aan dat Jezus de basis van alle dagen van het jaar vormt.
Vanaf ongeveer 1950 wordt er door Bach-kenners druk gezocht naar allerlei verborgen symbolieken in de Matthäus-Passion. Zo zou Bach zijn geboortedatum en zelfs zijn sterfdatum muzikaal hebben verwerkt. Critici wijzen erop dat wie maar lang genoeg zoekt vanzelf wat zal vinden en nemen aan dat veel van de gevonden "boodschappen" berusten op toeval. Het werken met getallen, symboliek en retoriek was in de barokmuziek overigens een praktijk die ook bij andere componisten voorkwam, met name bij Heinrich von Bibern.
De Matthäus-Passion bestaat uit een kort eerste deel en een lang tweede deel. Hiermee zou Bach een kruisvorm aangegeven hebben. Het eerste deel vormt dan de horizontale balk en het tweede deel de lange verticale balk. De aankondiging van de verloochening door Petrus en de verloochening zelf vindt plaats rondom het 'snijpunt' van dit kruis. Precies halverwege het eerste deel kondigt Jezus aan Petrus aan dat deze hem driemaal zal verloochenen en na ongeveer eenzelfde tijdsduur in het tweede deel vindt dit daadwerkelijk plaats.

## Uitvoeringsgeschiedenis
Voor zover bekend heeft Bach zelf in Leipzig vier uitvoeringen van de Matthäus-Passion verzorgd: in 1727, 1729, 1736 en in 1740. Nadat Bach in 1750 overleden was, raakte hij, evenals zijn andere muziek in vergetelheid. Op 11 maart 1829 verzorgde Felix Mendelssohn Bartholdy voor het eerst sinds Bachs overlijden een ingekorte uitvoering met de Singakademie te Berlijn. Mede door zijn inspanningen werd Bachs muziek steeds meer uitgevoerd. Rond 1900 was de Matthäus-Passion een vast onderdeel van het concertrepertoire geworden, uitgevoerd volgens de geldende normen: zwaar en langzaam, met grote koren en honderden orkestleden, en met weglating van aria's en koralen. De eerste onverkorte uitvoering vond plaats in 1912.
Langzamerhand ontstond de wens om de uitvoeringspraktijk dichter bij die van 'Bach zelf' te brengen. Al in 1925 trachtte men tot uitvoeringen te komen die benaderingen zouden kunnen zijn van hoe het stuk wellicht geklonken heeft in Bachs tijd. Vroege pioniers hiervan in Nederland waren Evert Cornelis, Bertus van Lier en Hans Brandts Buys. Vanaf ongeveer 1975 won een radicale terugkeer naar een 'authentieke uitvoeringspraktijk' van barokmuziek terrein, door musici als Nikolaus Harnoncourt, Gustav Leonhardt, Joshua Rifkin en Philippe Herreweghe. Zij dirigeerden veel lichter en sneller, met gebruikmaking van kopieën van oorspronkelijke instrumenten en koren en orkesten in veel kleinere bezettingen. Rifkin bracht de koorbezetting zelfs terug tot één zanger per koorpartij, zodat het dubbelkoor in de Matthäus-Passion in totaal niet meer dan acht zangers vereiste.

## Uitvoeringstraditie in Nederland en Vlaanderen

### Nederland
In 1870 werd de Matthäus-Passion voor het eerst in Nederland uitgevoerd, door Toonkunst Rotterdam onder leiding van Woldemar Bargiel. De grote Matthäus-traditie in Nederland heeft kunnen ontstaan mede dankzij Willem Mengelberg in Amsterdam en de Nederlandse Bachvereniging in Naarden. Heden ten dage zijn er in Nederland ruim 100 plaatsen waar de Passion in de passietijd wordt uitgevoerd, van grote concertzalen tot kleinere kerkgebouwen.

#### Amsterdam
In 1874 was de Amsterdamse première door het Toonkunstkoor Amsterdam en het Parkorkest onder leiding van Johannes Verhulst. Op 8 april 1899 voerde Willem Mengelberg voor het eerst de Matthäus uit met het Concertgebouworkest als het begin van een jaarlijkse traditie op Palmzondag. Deze bestaat in de 21e eeuw nog steeds, al is het niet meer elk jaar de Matthäus-Passion die wordt uitgevoerd. Het werk wordt afgewisseld met andere passiemuzieken. Deze Palmzondag-uitvoering wordt rechtstreeks uitgezonden op de radiozender NPO Klassiek (voorheen Radio 4). Mengelbergs uitvoeringen kenmerkten zich naar de toenmalige opvattingen door monumentaliteit, een grote bezetting van koor en orkest en coupures. In de tweede helft van de 20e eeuw werd de bezetting tot geringere proporties teruggebracht onder invloed van dirigent Nikolaus Harnoncourt, die de opvatting huldigde van de authentieke uitvoeringspraktijk.
KCOV Excelsior in Amsterdam voert sinds 1953 jaarlijks de Matthäus-Passion uit in het Concertgebouw. Ook het Toonkunstkoor Amsterdam geeft bijna jaarlijks een uitvoering in het Concertgebouw.

#### Deventer
Een van de vele uitvoeringen van de Matthäus-Passion vindt jaarlijks drie maal plaats op de woensdag voor Goede vrijdag, Witte Donderdag en Goede Vrijdag in de Sint-Nicolaas- of Bergkerk te Deventer. Deze uitvoering tracht helemaal terug te gaan naar de uitvoering zoals Bach die bedoeld moet hebben, met de drie koren, de solisten en het orkest in kruisopstelling, zodat het verhaal als het ware ook fysiek tot uitdrukking wordt gebracht.

#### Leiden/Delft
In 1983 trad een breuk op in de Nederlandse Bachvereniging, waarbij Charles de Wolff, het vrijwel voltallige koor en het (latere) Concertgebouw Kamerorkest de Matthäus-traditie voortzetten in het Bachkoor Holland in de Pieterskerk te Leiden. Met ingang van seizoen 2017/18 verhuist het Bachkoor Holland naar Delft en wordt de uitvoering in de Pieterskerk in Leiden verzorgd door het Nederlands Kamerkoor en het Residentie Orkest.

#### Naarden
Op Goede Vrijdag 14 april 1922 dirigeerde Johan Schoonderbeek voor het eerst de Nederlandsche Bachvereeniging in de Matthäus-Passion in de Grote Kerk van Naarden. Ook deze uitvoering werd een jaarlijkse traditie, waarbij ook leden van het kabinet en andere hoogwaardigheidsbekleders aanwezig zijn. Deze traditie werd op 15 september 2021 bijgeschreven op de Inventaris Immaterieel Erfgoed Nederland. Deze uitvoering werd in een aantal jaren op Goede Vrijdag rechtstreeks op TV uitgezonden.

#### Eindhoven
Sinds 1948 wordt jaarlijks de Matthäus-Passion uitgevoerd in Eindhoven en omliggende steden door het Philips' Philharmonisch Koor. Een groot gedeelte van de uitvoeringen werd het koor begeleid door Het Brabants Orkest (later Philharmonie Zuid-Nederland) onder leiding van Hein Jordans. De uitvoeringen vonden plaats in het POC en later in Muziekgebouw Eindhoven.

#### Rotterdam
Sinds 1966 voert de Laurenscantorij met het Laurens Bachorkest op Palmzondag jaarlijks de Matthäus-Passion uit in de Grote of Sint-Laurenskerk. Het Rotterdams Philharmonisch Orkest voert rond Goede Vrijdag jaarlijks de Matthäus-Passion uit in De Doelen met het Laurens Collegium Rotterdam. De coro ripieno van het openingskoor van het eerste deel wordt in beide uitvoeringen gevormd door het Rotterdams Jongenskoor dat ook met enkele koralen en het slotkoraal van het eerste deel meezingt.

#### Zieuwent
Al jaren is de uitvoering van de Matthäus-Passion op Goede Vrijdag in Zieuwent als traditie stevig verankerd. De professionele uitvoering staat onder leiding van dirigent Emile Engel en vindt plaats in de Sint-Werenfriduskerk. Aan de productie werken ieder jaar internationale musici mee. Tijdens de uitvoering wordt gebruikgemaakt van lichteffecten om de grote emotionele kracht van het lijdensverhaal te ervaren.
Het bijzondere aan deze uitvoering is de samenwerking met het jeugdkoor van de Ulftse Nachtegalen. Het jeugdkoor vormt de coro ripieno van het openingskoor van het eerste deel. Ook zingen zij enkele koralen mee. Deze samenwerking staat in het kader jongeren te interesseren voor klassieke muziek en in het bijzonder de Matthäus-Passion.

### Vlaanderen

#### Antwerpen
In Antwerpen bracht Lodewijk Ontrop ter gelegenheid van het tienjarig bestaan van de Maatschappij der Concerten van Gewijde Muziek in 1912 de Matthäus-Passion in de oorspronkelijke taal. Lodewijk de Vocht bracht in 1926 de Matthäus-Passion met zijn oratoriumkoor de Chorale Caecilia op de Nederlandse tekst van priester-dichter Maurits Van Hoeck. De passie was eerder onder zijn leiding uitgevoerd, maar 1926 was de start van een jaarlijkse traditie die zou standhouden tot in 1968. In 1928 voerde hij dit werk uit in Parijs op een Nederlandstalige tekst. Het koor nam in 2007 de traditie weer op onder leiding van de dirigent Paul Dinneweth, met uitvoeringen in de Carolus Borromeuskerk.
In de Koningin Elisabethzaal brengt het Antwerp Symphony Orchestra elk jaar afwisselend de Matthäus-Passion en de Johannes-Passion.

#### Gent
De Matthäus-Passion in Gent wordt jaarlijks gebracht in de Onze-Lieve-Vrouw Sint-Pieterskerk door de Koninklijke Gentse Oratoriumvereniging. In 2017 zingen zij dit werk in Gent voor het 63e jaar op rij sinds 1955. In 1988 en 1992 brachten zij het stuk in de Notre-Dame van Parijs. Deze vereniging verzorgt tevens sinds 2000 de Matthäus-Passion in de Sint-Willibrordusbasiliek in het Zeeuws-Vlaamse Hulst.

#### Andere bijzondere uitvoeringen
In 1989 nam de VRT in de Antwerpse Sint-Carolus Borromeuskerk voor het eerst een integrale uitvoering op van de Matthäus; dirigent was Sigiswald Kuijken.
In het Lemmensinstituut in Leuven wordt in een cyclus van vier jaar afwisselend twee keer de Matthäus-Passion, een keer de Johannes-Passion en een keer de Hohe Messe uitgevoerd.
Simon van der Geest schreef in 2012 op verzoek van het Amsterdams Bach Consort (dirigent Niek Idelenburg) de Zapp Mattheus.

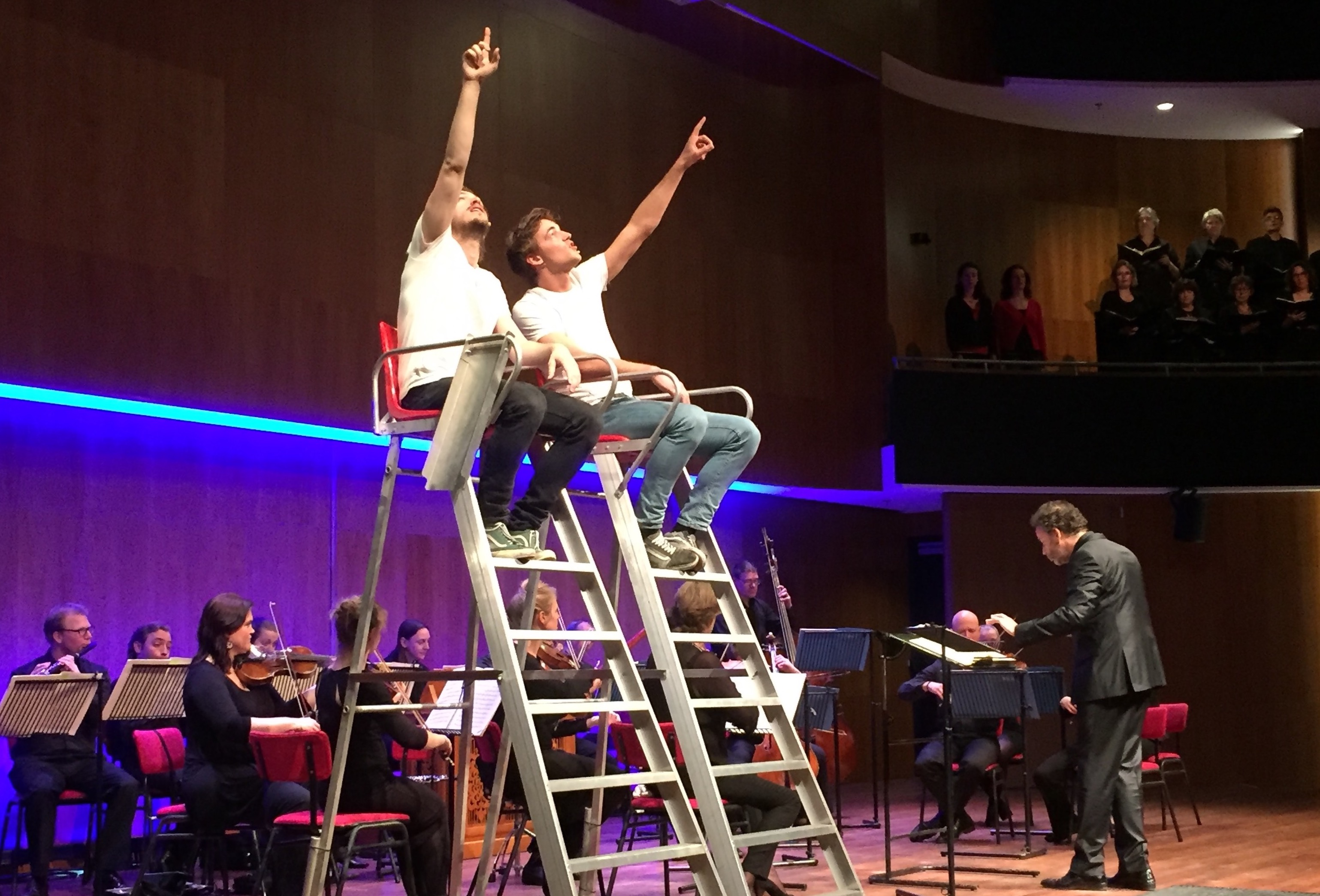

 Twee acteurs vertellen het verhaal van Jezus’ kruisiging, met voetbal als metafoor. Jezus is de coach, de twaalf discipelen het elftal met één reserve en het Laatste Avondmaal de finale. De Zapp Mattheus wordt 2-jaarlijks uitgevoerd door het Amsterdams Bach Consort.

## Varia
In 2000 is de film Het negende uur uitgebracht waarin de Matthäus-Passion centraal staat.
In 2002 maakte Egon Kracht een alternatieve, instrumentale versie op Bachs Matthäus-Passion die hij in Nederlandse theaters speelde met Egon Kracht & The Troupe.
In 2008 won de componist David Lang de Pulitzerprijs voor compositie met het werk The little match girl passion. Daarin vertelt hij Hans Christian Andersens sprookje over het meisje met de zwavelstokken na volgens het model van Bachs Matteüspassie. Volgens de componist was dit een kans om met de architecturale zuiverheid van Bach aan de slag te gaan.
Sinds 2013 zendt de Nederlandse radiozender NPO Radio 4 jaarlijks de Hart & Ziel Lijst uit met de meest geliefde klassieke werken van luisteraars. De Matthäus-Passion stond tot 2018 steeds op de eerste plaats. In de Klassieke Top 400 van NPO Radio 4 kreeg de Matthäus Passion in 2022 zowel als 2023 de eerste plaats.
Een Friese hertaling van Peter Sijbenga werd uitgevoerd in 2018.
In 2020 en 2021 werd de Nederlandse Matthäus-Passion niet uitgevoerd vanwege de coronapandemie die in 2020 uitbrak. Als alternatief werden deze jaren eerdere uitvoeringen op diverse platforms gestreamd. Ook Radio 4 dat normaal gesproken de Matthäus-Passion op Palmzondag rechtstreeks uitzendt vanuit het Concertgebouw, zond in deze jaren op deze dag als alternatief een oude opname uit. In 2021 werd de Matthäus-Passion op Goede Vrijdag tevens op televisie uitgezonden vanuit TivoliVredenburg in Utrecht. Deze uitvoering in een lege zaal was van het Amsterdams Barokorkest en het Amsterdams Barokkoor. Hiermee was het deze jaren voor het eerst dat er rond Pasen geen Matthäus-Passion werd uitgevoerd. De uitvoering van 2021 werd ook uitgezonden op Goede Vrijdag in 2022 en 2023.
In de Royal Albert Hall in Londen werd de uitvoering van de Matthäus-Passion in 2021 vanwege de coronapandemie verplaatst naar de zomer. Deze vond dat jaar plaats op 8 september, tijdens de jaarlijkse Proms.
In Nederland is de gewoonte ontstaan na de uitvoering niet te applaudisseren vanwege de religieuze sfeer van het stuk - na een kerkdienst klapt men nu eenmaal niet. Bovendien geeft het slot - de dood van Christus - geen reden tot enthousiasme. Deze traditie bestaat nog steeds bij uitvoeringen in kerken: hier gaat men na de uitvoering doorgaans in stilte staan als waardering voor de uitvoerenden. Bij uitvoeringen elders wordt meer en meer aan deze traditie getornd.